# Säkerhetsstyrning

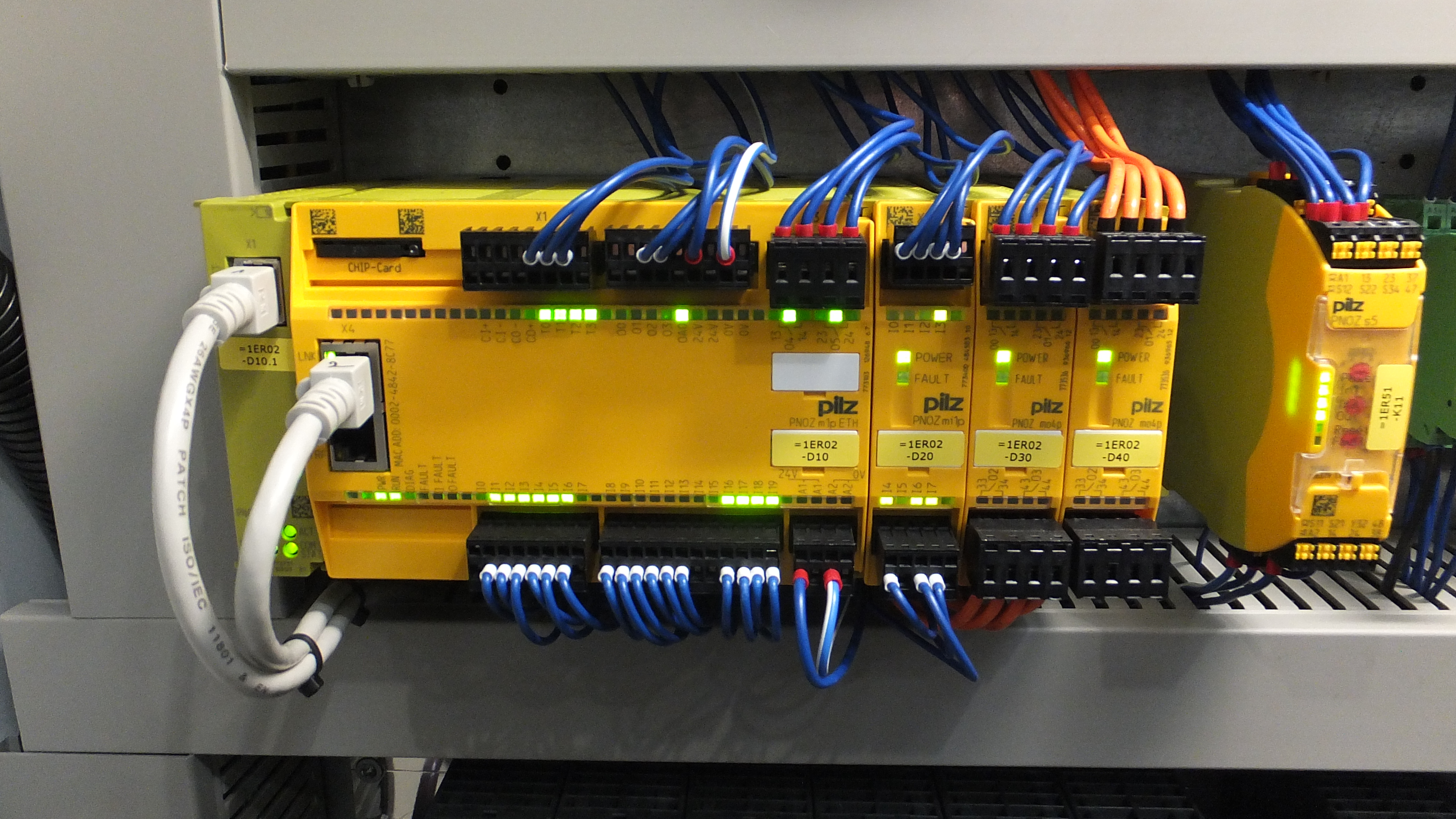
En enhet för säkerhetsstyrning.

Säkerhetsstyrning är en typ av programmerbart styrsystem med särskilda konstruktionselement vid sidan av ingångarna, bearbetningen och utgångarna, som ska kunna säkerställa de erforderliga kraven på säkerhet och tillgänglighet vid användning i säkerhetskritiska system.
De programmerbara säkerhetsstyrningarna började användas med säkerhetsstyrningarna PSS, ett registrerat varumärke som tillhör företaget Pilz GmbH & Co KG, på 1990-talet (när de fortfarande var utformade som presstyrningar) då de godkändes av BG. Dessförinnan utfördes styruppgifter i stor utsträckning med elektromekaniska reläer. Precis som dessa reläkretsar är moderna säkerhetsstyrningar konstruerade med flera kanaler, men de tar mindre plats och har bättre funktionalitet och flexibilitet.

## Produkthistorik
Säkerhetsstyrningar uppstod från kravet på att kunna koppla in säkerheten genom programmering på liknande sätt som vid programmerbara styrsystem. I början stod centrala system i förbindelse med säkra bussystem, senare följde distribuerade system i förbindelse med säkra bussystem. Programmeringen följde samma schema, bara kommandouppsättningen reducerades till några få språk såsom IL (Instruction List) eller LD (Ladder Logic/Kontaktplan). Dessa åtgärder främjade säkerheten genom att fel vid framtagningen av program minimerades genom att programmeringsmöjligheterna begränsades. I de första systemen låg tyngdpunkten på bearbetning av säkerhetsfunktioner. Även om det redan från början var möjligt att programmera säkerhetsstyrningen för standardautomation användes det endast i begränsad omfattning i praktiken. Idag är det vanligt med säkerhetsstyrningar som kan programmeras på ett flexibelt sätt, där man kan från ett givet bibliotek med certifierade funktionsblock kan placera och ”koppla” samman instanser fritt.

## Funktion och uppbyggnad
I sin funktion skiljer sig säkerhetsstyrningar endast obetydligt från styrningar för standardautomation. I kärnan består en säkerhetsstyrning nästan av två programmerbara styrsystem, som arbetar av ett tillämpningsprogram parallellt, utnyttjar samma processavbildning av in-/utgångarna och ständigt stämmer av med varandra. Tvärjämförelser, test av in-/utgångsplanen, fastställning av ett gemensamt giltigt resultat sker internt. 

## Användning
Styrningarna används för automatisering av enskilda maskiner men även för rumsligt utsträckta anläggningar. Exempel:
- säkring av riskzonen för verktygsmaskiner
- processtyrning inom den kemiska industrin
- bansektionsutrustning inom spårtrafik